# Добржанская, Любовь Ивановна
Любо́вь Ива́новна Добржа́нская (24 декабря 1905, Киев, Российская империя — 3 ноября 1980, Москва, СССР) — советская актриса театра и кино, певица; народная артистка СССР (1965), лауреат Сталинской премии II степени (1951), кавалер ордена Ленина.

## Биография
Любовь Добржанская родилась 24 декабря 1905 года (по официальным данным — в 1908-м году) в Киеве в дворянской семье. 
Запись в официальном документе: «Метрическая запись № 125 о рождении 24 февраля \ крещении 10 марта 1905 года дочери Любови подпоручика 166-го пехотного Ровненского полка Ивана Андроникова Добржанского и его жены Ольги Васильевой, оба православные. Восприемники: дворянин Иван Густавов Тренерт и жена коллежского советника Ольга Ивановна Бенецкая» (Источник: ЦГИА Украины ф. 127 оп. 1080 д. 135 лл. 66 об. — 67). Во всех официальных справочных изданиях указывается, что Любовь Ивановна родилась 24 декабря 1908 года. Между тем, это, скорее всего, случилось тремя годами ранее. А новая дата рождения появилась случайно: Добржанская неловко капнула на страничку паспорта чернилами и решила воспользоваться моментом – исправила цифру «5» на «8». С тех пор она свой День рождения никогда не отмечала, а справляла только именины, День Ангела – 30 сентября. 
В 1923—1924 годах училась в театральной студии при Втором театре Украинской советской республики им. В. И. Ленина (с 1926 года — Русская государственная драма, ныне — Национальный академический театр русской драмы имени Леси Украинки) в Киеве. С 1924 года — актриса его труппы. С 1926 по 1927 год недолго работала в Днепропетровске.
С 1934 года была актрисой Центрального театра Советской Армии в Москве, где большое влияние на её искусство оказал А. Д. Попов.
Играла в других театрах Москвы (Драматический театр им К . С. Станиславского, Театр «Современник»).
Для актрисы, обладавшей замечательным даром перевоплощения, выразительным голосом, сильным темпераментом, характерны ироничность, острота психологического рисунка, яркость сценической формы. Выступала в комических и драматических ролях. Всего ею было создано более 120 ролей в театре.
Обладала прекрасным голосом. Пению специально не училась, но хорошо справлялась с исполнением вокальных произведений в ролях.
Участвовала в концертах. Романсы, исполненные ею, пользовались огромным успехом.
С 1 мая 1978 года — персональная пенсионерка союзного значения.
В последние годы начались проблемы со здоровьем. Приглашение в «Иронию судьбы» стало для актрисы «спасательным кругом». Она тяжело переживала смерть четвёртого супруга — цыгана-гитариста Виктора Кручинина (предыдущих мужей Добржанская тоже похоронила, не нажив ни с кем из них ни сына, ни дочери). После «Иронии судьбы» сыграла ещё в одном фильме — «В четверг и больше никогда» — и окончательно слегла.
В последние годы жизни за актрисой требовался постоянный уход, о ней заботилась лишь её сестра Ольга. За неделю до смерти актриса упала и сломала шейку бедра.
Актриса скончалась 3 ноября 1980 года в Москве на 75-м году жизни.

Могила Л. Добржанской на Ваганьковском кладбище

Похоронена на Ваганьковском кладбище (участок 21). На похоронах актрисы прозвучал вальс из спектакля «Вишнёвый сад» — такова была последняя воля покойной. Печальную мелодию в этом вальсе вела гитара её мужа, рядом с которым её похоронили.
Памятная звезда Любови Добржанской установлена в фойе Центрального академического театра Российской Армии.

### Семья
- Отец — Иван Андроникович Добржанский (1879—1941), подпоручик 166-го пехотного Ровненского полка Русской императорской армии (впоследствии — штабс-ротмистр). После революции был репрессирован и на 5 лет сослан в Соловецкий лагерь особого назначения. После освобождения был пастухом. Умер в 1941 году от инфаркта миокарда в Казахстане.
- Мать — Ольга Васильевна Добржанская, выпускница дворянской гимназии, работала прачкой, нянькой, швеёй, параллельно бухгалтером.
- Брат — Дмитрий (всю жизнь прожил в Киеве).
- Племянница — Софья Добржанская, известная украинская пианистка, педагог.
- Дядя — Роман Андроникович Романов-Добржанский (1877—?), оперный певец (баритон), вокальный педагог.
- Первый муж — Иван Иванович Червинский, актёр, сын священника, был арестован, покончил с собой в заключении.
- Второй муж — Владимир Александрович Нелли-Влад (1895—1980), режиссёр, заслуженный деятель искусств Украинской ССР (1946).
- Третий муж — Осип Александрович Шахет (1905—1949), актёр, заслуженный артист РСФСР (1946).
- Четвёртый муж — Виктор Яковлевич Кручинин (1909—1974), гитарист, из знаменитой цыганской семьи, неизменный аккомпаниатор Л. Добржанской на концертах[11].

Детей не было.

## Звания и награды
- Заслуженная артистка РСФСР (1944)[12]
- Медаль «За победу над Германией в Великой Отечественной войне 1941—1945 гг.» (1945)
- Медаль «В память 800-летия Москвы» (1948)
- Сталинская премия второй степени (1951) — за исполнение роли леди Гамильтон в спектакле «Флаг адмирала» А. П. Штейна
- Народная артистка РСФСР (1954)[13]
- Народная артистка СССР (1965)
- орден Ленина
- орден Трудового Красного Знамени (1968).

## Творчество

### Роли в театре

#### Русская государственная драма (Киев)
- 1932 — «Страх» А. Н. Афиногенова — Валя
- 1933 — «Таланты и поклонники» А. Н. Островского — Негина
- 1933 — «Оптимистическая трагедия» Вс. В. Вишневского — Комиссар (первая исполнительница роли)
- «Вредный элемент» В. В. Шкваркина — Зина
- «Фиолетовая щука» А. В. Корнейчука
- «Яблоневый плен» И. Днепровского

#### Центральный театр Советской Армии
- 1935 — «Варвары» М. Горького — Татьяна
- 1935 — «Васса Железнова» М. Горького — Рашель
- 1936 — «Слава» В. М. Гусева — Лена
- 1937 — «Укрощение строптивой» У. Шекспира — Катарина
- 1939 — «Падь Серебряная» Н. Ф. Погодина — Таня
- 1942 — «Давным-давно» А. К. Гладкова — Шура Азарова
- 1946 — «Учитель танцев» Л. де Вега — Фелисиана
- 1949 — «Голос Америки» Б. А. Лавренёва — Синтия Кидд
- 1950 — «Флаг адмирала» А. П. Штейна — леди Гамильтон
- 1952 — «Мастерица варить кашу» Н. Г. Чернышевского — Агнеса Ростиславовна Карелина
- 1953 — «Извините, пожалуйста» А. Е. Макаенка — Ганна Чихнюк
- 1954 — «Профессия миссис Уоррен» Б. Шоу — Миссис Уоррен
- 1954 — «Не было ни гроша, да вдруг алтын» А. Н. Островского
- 1955 — «Варвары» М. Горького — Надежда Монахова
- 1956 — «Титанник-вальс» Т. Мушатеску — Дачия
- 1957 — «Моя семья» Э. де Филиппо — Елена Стильяно
- 1958 — «Средство Макропулоса» К. Чапек — Эмилия Марти
- 1958 — «Всеми забытый» Н. Хикмета — мать слепого мальчика
- 1958 — «Добряки» Л. Г. Зорина — Гребешкова
- 1959 — «Любка-любовь» З. Дановской — Прасковья
- 1960 — «Якорная площадь» И. В. Штока — Анна Петровна
- 1961 — «Каса Маре» И. П. Друце — Василуца
- 1961 — «Левониха на орбите» А. Е. Макаенка — Лушка
- 1962 — «Под одной из крыш» З. М. Аграненко — Анастасия
- 1963 — «Физики» Ф. Дюрренматта, режиссёр Б. В. Эрин — доктор Матильда фон Цанд, врач-психиатр
- 1965 — «Вишнёвый сад» А. П. Чехова — Раневская
- 1967 — «Влюблённый лев» Ш. Дилейни — Кит
- 1968 — «Два товарища» В. Н. Войновича — Бабушка
- 1969 — «Дядя Ваня» А. П. Чехова — Войницкая
- 1973 — «Птицы нашей молодости» И. П. Друце — тётушка Руца
- 1976 — «Экзамены никогда не кончаются» Э. де Филиппо, режиссёр П. Н. Фоменко — графиня Мария
- 1976 — «Странствия Билли Пилигрима» по роману Бойня номер пять, или Крестовый поход детей К. Вонегута — мать Билли
- 1977 — «Фантазии Фарятьева» А. Н. Соколовой — тётка Фарятьева

#### Московский театр «Современник»
- 1972 — «Восхождение на Фудзияму» Ч. Айтматова и К. Мухамеджанова — Айша-Апа
- 1974 — «Из записок Лопатина» К. М. Симонов — Актриса
- 1975 — «Эшелон» М. М. Рощина — Старуха

#### Драматический театр им К . С. Станиславского
- 1964 — «Материнское поле» Ч. Айтматова — Толгоной

### Фильмография

#### Роли в кино
1. 1947 — Свет над Россией — эпизод
2. 1952 — Учитель танцев — Фелисиана
3. 1966 — Берегись автомобиля — мама Юрия Деточкина
4. 1968 — Урок литературы — Анна Тюрина, писательница
5. 1969 — Адам и Хева — Айбала
6. 1969 — Последняя ночь уходящего года — Гамида
7. 1970 — Две улыбки (киноальманах) (новелла «Бабушка и цирк») — Бабушка
8. 1970 — Марианна Колли
9. 1970 — Суд совести — Мария
10. 1972 — А. П. Чехов. Дядя Ваня (фильм-спектакль) — Войницкая
11. 1972 — Игрок — Антонида Васильевна, бабушка
12. 1974 — Коляска на балконе — Варвара Васильевна
13. 1974 — Осенние грозы — Замфира
14. 1975 — Из записок Лопатина (фильм-спектакль) — актриса
15. 1975 — Ирония судьбы, или С лёгким паром! — Марина Дмитриевна, мать Жени Лукашина
16. 1977 — В четверг и больше никогда — Екатерина Андреевна, мать Сергея

#### Архивные кадры
- 1977 — Любите ли вы театр? (сцена из спектакля «Восхождение на Фудзияму» по Ч. Айтматову) (документальный)
- 2005 — Любовь Добржанская (из цикла передач телеканала ДТВ «Как уходили кумиры») (документальный)
- 2008 — Любовь Добржанская (из документального цикла «Острова»)[14].